# Consommation récréative de drogues
La consommation récréative ou l'usage récréatif de drogues désigne « tout type de consommation de substances psychoactives légales ou illégales qui a lieu occasionnellement ou régulièrement dans un but récréatif ». Elle s'oppose en cela à une consommation dépendante.